# ブラウニーズ
株式会社ブラウニーズ（英: Brownies inc.）は、コンピューターゲームソフトウェア開発を行う日本の企業。株式会社MUTANの連結子会社。

## 概要
創業者・取締役会長の亀岡慎一は、1990年代にスクウェアに在籍し、『聖剣伝説シリーズ』、『チョコボスタリオン』などにキャラクターデザインとして関わり、2000年にブラウニーブラウン（現・1-UPスタジオ）を設立、同社では『マジカルバケーション』、『MOTHER3』、『聖剣伝説シリーズ』などを手掛けた。しかし任天堂の100%出資子会社であるブラウニーブラウンでは自分の思うようにゲームを作ることが難しくなり、一部スタッフを引き連れて再度独立してブラウニーズを設立した。スタッフにはスクウェア時代から亀岡の同僚である背景アートデザイナーの津田幸治がいる。
2013年2月14日にブラウニーズ立ち上げを発表。同年7月25日にニンテンドー3DS用RPG『ファンタジーライフ LINK!』をレベルファイブより発売した（同作はブラウニーブラウン開発による『ファンタジーライフ』のバージョンアップ版）。2016年11月17日、iOS/Android用RPG『セブンス・リバース』（配信元：ガンホー・オンライン・エンターテイメント）をリリース。同作はスクウェア時代に『聖剣伝説シリーズ』で亀岡と共に仕事をした経験があるガンホーのプロデューサー、田中弘道からのオファーによりブラウニーズが開発を担当した。2017年4月13日、DMM.comよりiOS/Android用RPG『エグリア 〜赤いぼうしの伝説〜』を配信。同作は2018年8月に配信を終了したが、代わって通信機能を廃した後継アプリ『エグリア 〜最期のたまご〜』が配信された。
2019年6月13日にバンダイナムコエンターテインメントより発売されたゲーム『ドラえもん のび太の牧場物語』は、『牧場物語シリーズ』と『ドラえもん』とのコラボレーション作品であり、同シリーズを手掛けるマーベラスが制作、ブラウニーズが開発を担当した。
2025年5月11日付でMUTANへ自社株式を譲渡し同社子会社となった。

## 開発タイトル
| 発売日         | タイトル                      | 発売元                                                     | 備考                                     |
| -------------- | ----------------------------- | ---------------------------------------------------------- | ---------------------------------------- |
| 2013年7月25日  | ファンタジーライフ LINK!      | レベルファイブ                                             |                                          |
| 2013年         | シューティングゆうしゃ        | GMOゲームセンター                                          | 「Gゲー」での配信。配信終了              |
| 2016年11月17日 | セブンス・リバース            | ガンホー・オンライン・エンターテイメント                   | 開発のみ担当。2019年3月11日 サービス終了 |
| 2017年4月13日  | エグリア 〜赤いぼうしの伝説〜 | DMM.com                                                    | 2018年8月16日 サービス終了               |
| 2018年8月16日  | エグリア 〜最期のたまご〜     | DMM GAMES→ブラウニーズ                                     |                                          |
| 2019年6月13日  | ドラえもん のび太の牧場物語   | 発売：バンダイナムコエンターテインメント、制作：マーベラス |                                          |
| 2021年12月16日 | EGGLIA Rebirth                | ブラウニーズ                                               | 『エグリア』シリーズのリマスター版。     |
| 2025年9月18日  | トワと神樹の祈り子たち        | バンダイナムコエンターテインメント                         |                                          |